# Sergio Lanfranchi
Sergio Savaro Giovanni Lanfranchi (Parma, 27 settembre 1925 – Barjols, 22 gennaio 2000) è stato un rugbista a 15 e allenatore di rugby a 15 italiano, attivo in Francia per gran parte della sua carriera nel ruolo di terza linea ala, ma talora anche terza linea centro nonché seconda linea, pilone e tallonatore.
Vanta due titoli di campione nazionale, uno in Italia con il Parma e uno in Francia con il Grenoble e, al 2016, la seconda più lunga carriera internazionale per l'Italia (dal 1949 al 1964) dopo quella di Mauro Bergamasco.
Ha dato il suo nome a due impianti sportivi per il rugby nella sua città natale, Parma.

## Biografia
Orfano di entrambi i genitori, dopo la scuola fu combattente in Piemonte nella Resistenza partigiana e, tornato a Parma dopo la guerra, iniziò a lavorare e a giocare a rugby nella locale compagine nel 1946; con il Parma collezionò 101 presenze totali e vinse il titolo di campione d'Italia nel 1950.
Per lavoro si trasferì in Francia dopo la vittoria dello scudetto e si stabilì a Grenoble, entrando a far parte della squadra cittadina mai, fino a quella data, vittoriosa al termine del campionato; lì, appreso a giocare in tutti i ruoli degli avanti e, talora anche come mediano d'apertura e tre quarti centro, fu tra le pedine più importanti che condussero il Grenoble alla finale di campionato nel 1953-54 che si tenne a Tolosa contro il Cognac, e che fu vinto proprio grazie a una sua meta a 20 minuti dalla fine dell'incontro.
La sua carriera internazionale coprì 15 anni interi, dal 27 marzo 1949, anno del suo esordio a Marsiglia contro la Francia, fino al 29 marzo 1964 a Parma, stesso avversario dell'esordio, per un totale di 21 incontri, gran parte dei quali proprio contro i transalpini, mai battuti.
Giocò in Nazionale fino a 38 anni e al Grenoble fino alla soglia dei quaranta, finché si trasferì a Montceau-les-Mines come giocatore-allenatore, alternandosi alla militanza nel Montchanin; non è chiaro se la sua carriera terminò nel 1971 a 46 anni o nel 1973 a 48 per discordanza di fonti, ma fu comunque a Montchanin che si stabilì in via definitiva; nel 1978 ebbe una brevissima esperienza in Italia come allenatore a L’Aquila, presto terminata per mancanza di sintonia con l'ambiente rugbistico del suo Paese d'origine.
Morì a Barjols, nel Varo, il 22 gennaio 2000 a 74 anni.
Al suo nome fu intitolato lo stadio comunale di via Piacenza a Parma, successivamente demolito nel 2008 per far posto ai costruendi uffici dell'Autorità europea per la sicurezza alimentare; esso fu rimpiazzato dal nuovo stadio XXV Aprile in località Moletolo che, tuttavia, nel gennaio 2015, fu intitolato a Lanfranchi dal Comune di Parma; lo stadio è il terreno interno della franchise delle Zebre in United Rugby Championship.

## Palmarès
- Campionati italiani: 1
Parma: 1949-50
- Campionati francesi: 1
Grenoble: 1953-54